# Cs. Papp József
Cs. Papp József, Cserkó Papp (Makó, 1858. augusztus 10. – Kolozsvár, 1917. október 15.) bölcseleti doktor, állami felső leányiskolai tanár, irodalomtörténész, műfordító.

## Élete
Cserkó Papp Károly gazdálkodó és Szemes Katalin fia. Tanulmányait a hódmezővásárhelyi főgimnáziumban és a debreceni teológiai akadémián, majd a tanári pályára lépve, a pedagógiumot 1883-ban Budapesten végezte. Nevelő volt a Gyertyánffy és Daniel családoknál Gyéren és Konakon (Torontál megye). 1884-ben miniszteri engedéllyel polgár-iskolai tanári képesítő vizsgálatot tett a nyelv- és történelmi csoportból. Egy ideig a Dapsy László szerkesztésében megjelenő Magyar Föld dolgozótársa volt Budapesten, míg 1886-ban kinevezték a resicabányai felső népiskolához, 1888-ban pedig a fiumei állami felsőbb leányiskolához rendes tanárnak. Ott szerkesztette egy ideig Mócs Zsigmond lapját, a Fiumét. 1892-ben áthelyezték Kolozsvárra az állami felsőbb leányiskolához. 1895-ben feljogosíttatott az ottani egyetemen az olasz nyelv és irodalom tanítására, egyszersmind a kolozsvári kereskedelmi akadémián 1894-től tanította az olasz nyelvet és kereskedelmi levelezést. 1897-ben doktorátust tett a bölcseletből. 1902-től egyetemi magántanár, az olasz nyelvet és irodalmat adta elő. Az erdélyi irodalmi társaság rendes tagja volt.

## Írásai
Cikkei a Polgáriskolai Közlönyben (1889. A gondolat fejlődése Kanttól a nihilismusig, Schopenhauer paedagógiája, 1892. A leányiskolai tanárok képesítése, 1895. Az olasz királyi leánykollegiumok); a Néptanítók Lapjában (1890-92. A test fegyelmezése, A gondolat fegyelmezése. Az akarat fegyelmezése, A magyar tengerészek iskolája, Montaigne emlékezete, 1894. Angolország polgári iskolái, Az angol falusi tanítónők, Tanító és rendőr Angliában, 1895. Anglia tanügyi mozgalmai 1894-ben, Az olaszországi tanítóképzők szervezete, 1899. Olaszország iskolái és közéleti viszonyai); a Torontálban (1893. A fejlődés törvényei, 1895. Bosszúból, Cordelia regénye, ford., 1900. A rudnai bucsú); a Kolozsvárban (1894. A medve, regény Rina del Pradotól, ford.); a Család és Iskolában (1895. A római és firenzei képzőintézetek, 1900. A ravennai toronyőr, A ravennai koporsó. 1902. könyvism.); az Előkelő Világban (1898. Dante nemessége, 1899. Dante a nép ajkán, Az én bűnöm, Cordelia regénye, ford).; az Erdélyi Múzeumban (1895. Dantologia, Descartes emlékezete, Olaszország tanügye, könyvismertetés, 1900. Dante látomásának jubileumi éve; 1904. Pettrocchi olasz irodalomtörténete); a M. Polgárban (1898. Excentrikus házasság, Luigi Gualdo regénye, ford., 1900. 40. sz. Dante nyomai Veronában, 298. szám, XIII. Leo Dante emlékének, 1901. Dante az indexen, Cunizza, Dante és hazánk, A czinkotai kántor olasz kollegája, A pápa előtt, 1902. A fehér asztal szónokai, Edmondo de Amicistől, ford., Miért áll ferdén a koronán a kereszt? 1903. Emlékezés Dobsa Lajosra, Tell Vilmos, bevezető értekezés a kolozsvári nemzeti színházban tartott ifjúsági előadáson); a M. Pestalozziban (1898. Comte emlékezete, Egy tudós iskolaszolga); a Kolozsvári Lapokban (1899. A dicsőség útján, Cordelia regénye, ford.); a Berzavában (1899. Petőfi's Gedenktag); az Erdélyi Prot. Lapban (1900. Dante és a biblia, 1902. A Vatikánból); a Vasárnapi Ujságban, (1900. Dante csontjai); az Ujságban, (1902. 280. sz. Elkallódott ereklye, Piccarda); a Nemzeti Iskolában (1902. Tanárok leányiskolákban); a Giornale Dantescoban (Firenze 1902. Il. Re Mattia); a Streuna Dantescaban (Firenze, 1902. Festa Dantesca in Ungheria, 1903. Dantisti e Dantifoli); a Magyarságban (1902. szept. 25. Pia és könyvism.); a M. Paedagogiában (1902. Dante az iskolában, 1903. könyvism.); az Egyetemes Philologiai Közlönyben (1903. Dante-irodalom); a Mátyás király Emlékkönyvben, szerk. Márki Sándor (Mátyás és Dante).

## Munkái
- Dante Pokla, prózában, magyarázatokkal. Kolozsvár, 1897.
- Dante lélektana a Divina Commediában. Uo. 1897.
- Dante politikai rendszere. Uo. 1897.
- Gyakorlati olasz nyelvtan. Pozsony-Bpest, 1902. (Stampfel-féle Tudományos Zsebkönyvtár 105).
- Garibaldi emlékezete. Kolozsvár, 1907.

### Kéziratban
- A kiváncsi asszonyok, Goldoni vígjátékáról bevezető értekezés az ifjúsági előadáshoz, melyet a kolozsvári nemzeti színházban az ő fordításában először adtak elő 1902 máj. 11.